# Celso Carvalho
Sebastião Celso de Carvalho ou Celso Carvalho, como era conhecido (Simão Dias, 24 de janeiro de 1923 — Aracaju, 14 de agosto de 2009) foi um advogado, fazendeiro e político brasileiro.

## Dados biográficos
Filho de João de Matos Carvalho e de Rosa de Andrade Carvalho. Seu avo, pelo lado materno, descendia de Sebastião de Andrade, o barão de Santa Rosa e pelo lado paterno, foi o político Joviniano de Carvalho, que foi, na República, 5 vezes deputado federal, de 1901 a 1914.
Nos ensinos primário e secundário, estudou no Grupo Escolar Fausto Cardoso, saindo da escola para estudar com a professora Antonia Borges da Silva, na fazenda Baixão. Quando tinha 10 anos de idade, se mudou para Aracaju, para estudar no Colégio Tobias Barreto, de origem militar, que tinha o professor José de Alencar Cardoso, o Zezinho Cardoso. Na hierarquia deste colégio chegou a Capitão, tendo sido comandante da segunda unidade e porta bandeira. Estudou neste colégio até 1940, quando foi para Salvador, onde estudou até 1941, no Colégio Marista.
Ingressou na Faculdade de Direito em 1942, bacharelando-se em 1946 pela Universidade Federal da Bahia. Regressando a sua terra natal, passou a advogar e tentar a carreira política. Filiou-se ao PSD.
Após o Estado Novo, candidatou-se, em 1947, a prefeito de Simão Dias, do qual foi eleito sem concorrentes. Nas eleições de 1950, apoiou Carvalho Déda (avô de Marcelo Déda) para a deputado estadual. Atuou na pretoria judiciária em Campo do Brito e foi pretor substituto em Ribeirópolis e Frei Paulo. Extintas as pretorias mediante reforma judiciária, passou a atuar novamente como advogado. Nas eleições estaduais de 1954, candidatou-se e foi eleito deputado estadual em Sergipe, sendo reeleito nas eleições estaduais de 1958.
Nas eleições estaduais de 1962, numa chapa composta pelo deputado federal Seixas Dória ao governo do estado, foi eleito vice-governador de Sergipe, a quem substituiu quando o mesmo foi deposto no Golpe Militar de 1964, atuando de modo politicamente diverso ao antecessor. Nomeado a governador de Sergipe, governou de 1º de abril de 1964 a 31 de janeiro de 1967. Tão logo foi imposto o bipartidarismo migrou para a ARENA. Permaneceu no governo até a posse de seu sucessor, Lourival Batista, retornando à política, eleger-se a deputado federal nas eleições estaduais de 1974 e nas eleições estaduais de 1978. Após a reforma partidária do governo João Figueiredo optou pelo Partido Popular.
Com a aprovação de um pacote eleitoral capaz de assegurar a maioria ao governo a existência do PP ficou de tal modo comprometida que seus membros decidiram por sua incorporação ao PMDB, porém Celso Carvalho migrou para o PDS e conquistou mais um mandato de deputado federal em 1982. Nessa legislatura ausentou-se da votação da Emenda Constitucional Dante de Oliveira e foi eleitor de Paulo Maluf no Colégio Eleitoral. Encerrado o seu mandato deixou a vida pública e retornou a Simão Dias. Faleceu vítima de câncer.
Casou-se em 1952 com Bertilde Barreto de Carvalho. Tiveram 4 filhos: Celso Barreto, João Eduardo, Luciano Augusto e Sonia Maria.